# Granatnik XM25 ABW
XM25 Air Burst Weapon (ABW) – amerykański granatnik samopowtarzalny kalibru 25 mm, umożliwiający zaprogramowanie odległości w jakiej wybuchnie granat. Laserowy dalmierz mierzy odległość, w jakiej znajduje się cel, a żołnierz wprowadza korektę od 3 metrów przed celem do 3 metrów za nim. Możliwe jest więc precyzyjne rażenie przeciwnika ukrytego za przeszkodą terenową
. 

## Historia
W 2004 roku postanowiono podzielić program XM29 OICW na dwa programy: karabinu szturmowego XM8 i granatnika XM25. Nowy granatnik miał być bronią samopowtarzalną. Ze względu na niską skuteczność granatów 20 mm zastosowanych w XM29, zdecydowano o zwiększeniu kalibru do 25 mm. nowy granatnik miał być wyposażony w elektroniczny celownik połączony z systemem kierowania ogniem.
Jednocześnie rozpoczęto prace nad rodziną granatów 25 mm. Opracowane zostały granaty:
- paliwowo-powietrzny (termobaryczny) – przeznaczony do niszczenia celów umocnionych.
- strzałkowy - przeznaczony głównie do samoobrony.
- ćwiczebny.
- odłamkowo-burzący – granat programowalny.
- niezabijający

Sześć prototypów nowej broni zostało dostarczonych US Army 27 kwietnia 2005 roku. Miały być one wykorzystane do testów w warunkach polowych. Rozpoczęto też prace nad bronią kombinowaną będącą połączeniem granatnika XM25 z pistoletem maszynowym klasy PDW. Broń ta była rozwijana w ramach programu Future Combat Systems.
Był używany w 2010 r. podczas wojny w Afganistanie. Cięcia w programie granatnika XM25 i wady techniczne ostatecznie poskutkowały zakończeniem programu w 2018 roku.